# Waldstadion (Francoforte sul Meno)
Il Waldstadion è un impianto sportivo multifunzione tedesco di Francoforte sul Meno. Edificato nel 1925, è sede degli incontri interni dell'Eintracht Francoforte. Per ragioni di sponsorizzazione, è noto dal 2020 con il nome commerciale di Deutsche Bank Park.

## Storia
Il Waldstadion fu inaugurato il 7 giugno 1925 con una capienza di 25 000 spettatori, che salì a 55 000 nel 1937, anche per facilitare lo svolgersi di manifestazioni non sportive e politiche. Negli anni cinquanta il numero di spettatori che potevano accedere allo stadio crebbe ancora a 81 000. Sorge nel distretto di Sachsenhausen.
Si tratta di uno dei dodici stadi che hanno ospitato il mondiale di calcio Germania 2006, durante il quale è stato ribattezzato "FIFA WM Stadion Frankfurt", dopo che in precedenza aveva ospitato alcuni incontri valevoli per il mondiale del 1974 e dell'europeo del 1988.
In occasione del mondiale di calcio 1974, il Waldstadion fu uno dei nove stadi in cui si svolse la manifestazione, ospitando tre incontri del gruppo 2, tra cui la partita inaugurale della manifestazione tra il Brasile, Campione in carica, e la Jugoslavia, e due incontri del gruppo B della seconda fase a gruppi, tra cui l'incontro tra la Germania e la Polonia vinto dai tedeschi, che raggiunsero la finale poi vinta contro i Paesi Bassi, che consentì ai padroni di casa di laurearsi campioni del mondo.
Nel corso del campionato europeo di calcio del 1988 lo stadio ha ospitato due incontri del primo turno, uno del gruppo A tra Italia e Spagna e uno del gruppo B tra Inghilterra e Unione Sovietica.
In occasione del campionato del mondo del 2006 lo stadio fu ammodernato fino a poter contenere 48 132 spettatori seduti. Tra gli incontri disputati nel 2006 vi sono quello dei quarti di finale tra i campioni uscenti del Brasile e la Francia, che vide prevalere i francesi, che avrebbero poi raggiunto la finale della competizione, dove sarebbero stati sconfitti dall'Italia.
Nel 2005 il Waldstadion fu rinominato Commerzbank-Arena.
Nel 2010 la Commerzbank-Arena ospitò la partita inaugurale tra Germania e Austria e le tre finali del campionato europeo A di football americano.
Nel mese di luglio del 2020 la struttura fu nuovamente rinominata Deutsche Bank Park.
Situato all'interno di un parco contenente campi da tennis, piscine, campi da calcio e ampi spazi verdi, è l'unico stadio tedesco ad avere una tenda ad assetto variabile per coprire il campo in caso di pioggia.

## Galleria d'immagini

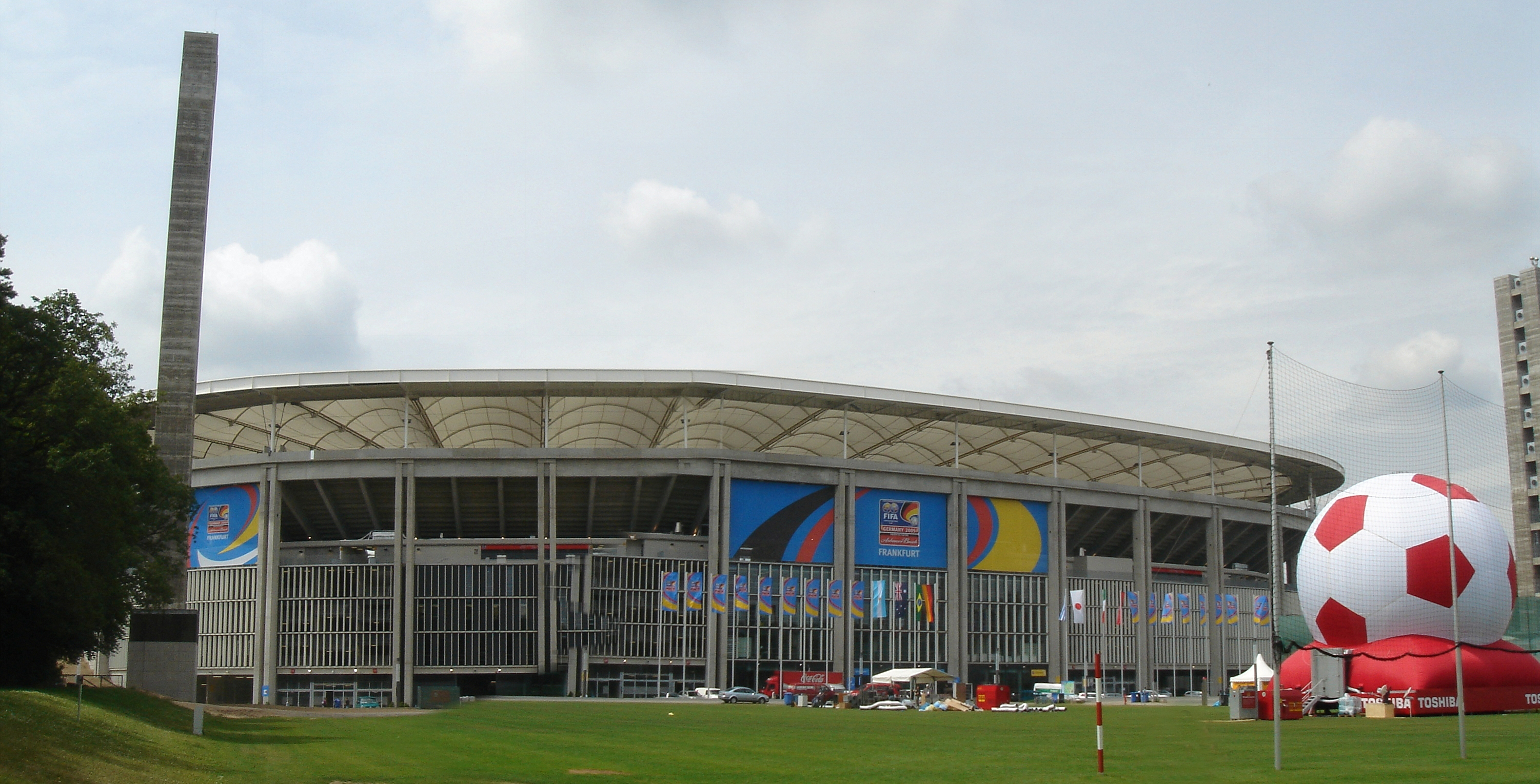
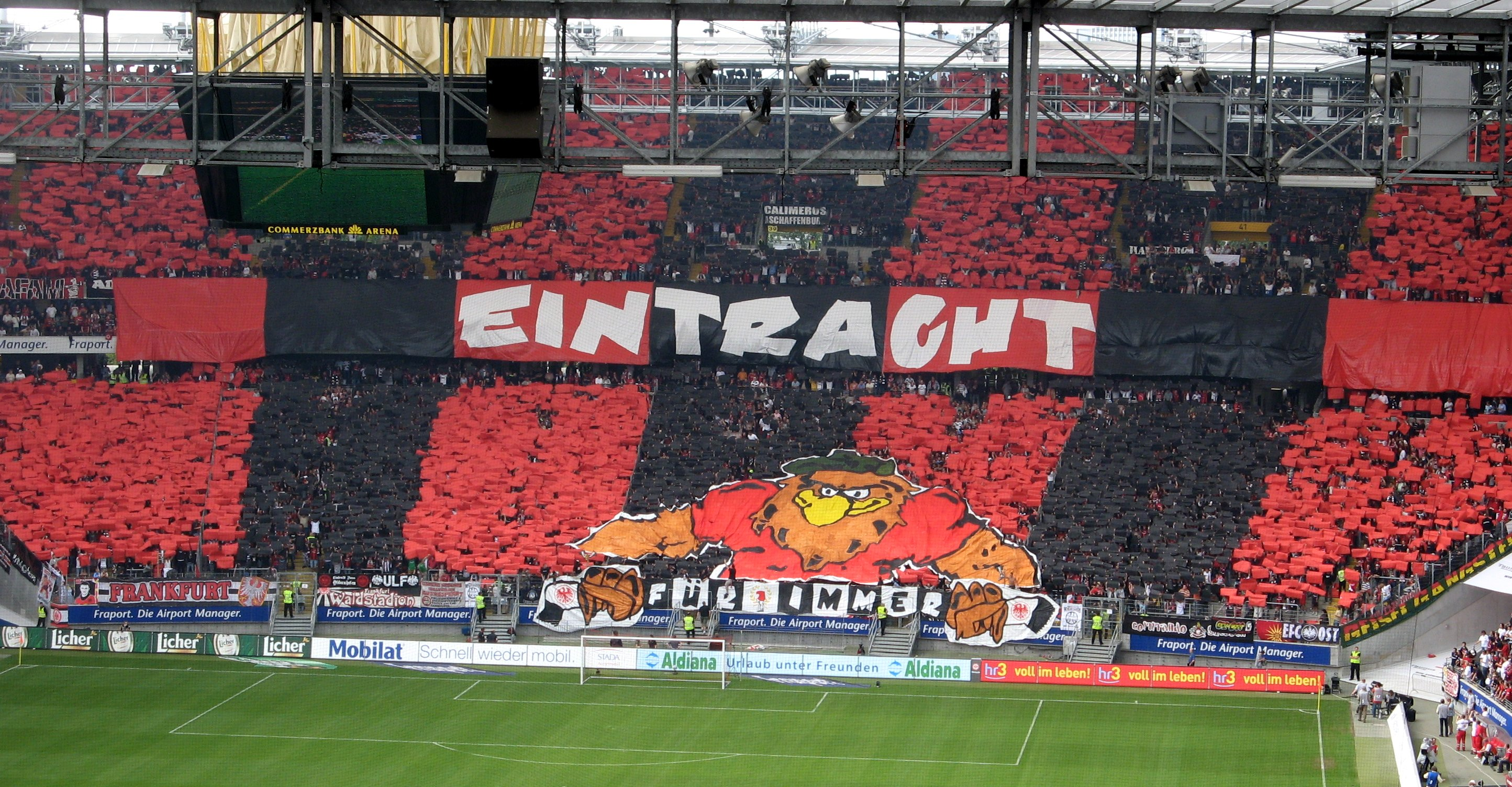

## Incontri internazionali di rilievo

### Calcio
| Arbitro: | Rudi Glöckner |

|                           |           |            |
| Deyna 26’ (rig.) Lato 64’ | Marcatori | 44’ Karasi |

| Arbitro: | Erich Linemayr |

|  |           |               |
|  | Marcatori | 75’ G. Müller |

| Arbitro: | Erik Fredriksson |

|            |           |  |
| Vialli 73’ | Marcatori |  |

| Arbitro: | José Rosa dos Santos |

|           |           |                                             |
| Adams 16’ | Marcatori | 3’ Alejnikov 28’ Michajličenko 73’ Pasul'ko |

| Arbitro: | Luis Medina Cantalejo |

|  |           |           |
|  | Marcatori | 57’ Henry |

### Football americano

#### Europei
| Francoforte sul Meno 31 luglio 2010, ore 19:30 UTC+2 Campionato europeo 2010, finale | Germania | 26 – 10 (2-0 10-3 14-7 0-0) | Francia | Waldstadion (8500 spett.)\| Arbitro: \| Bolstadt \| |
| Arbitro:                                                                             | Bolstadt |                             |         |                                                     |

#### German Bowl
| Arbitri: | Pruin Heinrich Angermeier Forst Berndt Hintze Maghsudi-Hamann Witt |

| |           | |
| Haas 6':50" Q1 (TD) 37yd kickoff return Stadelmayr Q1 (pat) Hennessey 10':56" Q2 (TD) 1yd run Stadelmayr Q2 (pat) Rutenbeck 5':24" Q2 (TD) 31yd pass from Hennessey 0':18" Q2 (TD) 10yd run Stadelmayr Q2 (pat) Stadelmayr 8':57" Q3 (FG) 26yd Böhringer 0':21" Q3 (TD) 27yd pass from Hennessey Stadelmayr Q3 (pat) Minton 0':59" Q4 (TD) 16yd pass from Hennessey Stadelmayr Q4 (pat) | Marcatori | Pajarinen 6':55" Q1 (TD) 5yd run Pajarinen 1':19" Q1 (TD) 4yd run Schuhmacher Q1 (pat) Dragan 1':54" Q3 (TD) 14yd pass from R. Patterson Schuhmacher Q3 (pat) R. Patterson 8':00" Q4 (TD) 3yd run Schuhmacher Q4 (pat) |